# Acción de inconstitucionalidad (México)
La fracción II del artículo 105 de la Constitución Política de los Estados Unidos Mexicanos prevé la figura de la acción de inconstitucionalidad. En conjunto con el juicio de amparo y la controversia constitucional, la acción de inconstitucionalidad es un medio de control constitucional del régimen jurídico mexicano, a diferencia del primero la acción de inconstitucionalidad es un control abstracto de constitucionalidad.
La acción de inconstitucionalidad tiene por objeto determinar si una disposición de legislación ordinaria, ya sea federal o local, es contraria a alguna disposición constitucional. 

## Formación
A diferencia del juicio de amparo, la acción de inconstitucionalidad únicamente puede ser promovida ante la Suprema Corte de Justicia de la Nación por órganos del Estado. Específicamente, la acción de inconstitucionalidad puede ser promovida por:
- El 33% de los Diputados integrantes de la Cámara de Diputados del Congreso de la Unión respecto de leyes federales o leyes emitidas por el Congreso de la Unión respecto del Distrito Federal;
- El 33% de los Senadores respecto de leyes federales o leyes emitidas por el Congreso de la Unión respecto del Distrito Federal, así como de tratados internacionales;
- El 33% de los Diputados locales respecto de leyes emitidas por las legislaturas estatales;
- El 33% de los diputados integrantes de la Asamblea Legislativa del Distrito Federal, respecto de leyes emitidas por la propia Asamblea;
- El procurador general de la República en contra de leyes de carácter federal, estatal y del Distrito Federal, así como respecto de tratados internacionales;
- Los partidos políticos con registro ante el Instituto Federal Electoral en contra de leyes federales en materia electoral;
- Los partidos políticos con registro ante algún Instituto Electoral Estatal en contra de leyes en materia electoral emitidas en el Estado en el que tienen registro (vean la contradicción expresada en el primer párrafo);
- La Comisión Nacional de los Derechos Humanos, en contra de leyes de carácter federal, estatal y del Distrito Federal, así como de tratados internacionales celebrados por el Ejecutivo Federal y aprobados por el Senado de la República, que vulneren los derechos humanos consagrados en esta Constitución. Asimismo los organismos de protección de los derechos humanos equivalentes en los estados de la República, en contra de leyes expedidas por las legislaturas locales y la Comisión de Derechos Humanos del Distrito Federal, en contra de leyes emitidas por la Asamblea Legislativa del Distrito Federal.
- El organismo garante que establece el artículo 6° de esta Constitución en contra de leyes de carácter federal y local, así como de tratados internacionales celebrados por el Ejecutivo Federal y aprobados por el Senado de la República, que vulneren el derecho al acceso a la información pública y la protección de datos personales

El artículo 105 claramente establece que para que el pronunciamiento de la Suprema Corte de Justicia en las acciones de inconstitucionalidad pueda tener el efecto de declarar la invalidez de una norma, dicho pronunciamiento deberá ser aprobado por una votación no menor a ocho ministros.

## Sus efectos
La acción de inconstitucionalidad da lugar a la invalidez de la disposición declarada inconstitucional. Esto implica la anulación de la norma cuestionada con efectos generales -es decir, su expulsión del ordenamiento jurídico- siempre que al menos ocho ministros del Pleno de la Suprema Corte de Justicia de la Nación voten por su invalidez. 
Las sentencias dictadas por la Suprema Corte de Justicia de la Nación que resuelven las acciones de inconstitucionalidad son publicadas en el Diario Oficial de la Federación, a efectos de hacerlas públicas.

## Trascendencia
Como un medio de control constitucional, la importancia de la acción de inconstitucionalidad es evidente. Una de las características que le agrega importancia es que es un medio de control constitucional al alcance de órganos del Estado, sin limitar su procedencia a invasión de esferas de competencia como es el caso de la controversia constitucional. En estos términos, la acción de inconstitucionalidad podrá ocuparse no solo de violaciones a la parte orgánica de la Constitución (lo que ocurre en el caso de la controversia constitucional), sino que la acción de inconstitucionalidad podrá también ocuparse de violaciones a derechos humanos.
Esta característica le añade gran importancia, pues pone en manos de órganos de gobierno una herramienta para proteger a los gobernados contra leyes que violan sus derechos humanos.
Adicionalmente, una cuestión que la diferencia de los otros medios de control constitucional es que a través de la acción de inconstitucionalidad la Suprema Corte de Justicia de la Federación se puede pronunciar sobre la constitucionalidad de una norma en materia electoral. Al ser una materia excluida dentro de los actos impugnables a través de un juicio de amparo, el pronunciamiento sobre la constitucionalidad de legislación electoral es, por regla general, una facultad reservada al Tribunal Electoral del Poder Judicial de la Federación. Inclusive el artículo 105 de la Constitución Federal es tajante en señalar que la acción de inconstitucionalidad es el único medio a través del cual se puede impugnar la inconstitucionalidad de una disposición en materia electoral.
En el único otro caso que la Suprema Corte de Justicia podrá pronunciarse sobre la constitucionalidad de una disposición en materia electoral es en caso de una contradicción entre el criterio sostenido por alguna Sala Regional o la Sala Superior del Tribunal Electoral de la Federación y el criterio sostenido por las Salas o Pleno de la Suprema Corte de Justicia de la Nación.
Otro elemento que le añade importancia a la acción de inconstitucionalidad es que las consideraciones vertidas por la Suprema Corte de Justicia de la Nación al resolverlas tienen el carácter de jurisprudencia. En este sentido se pronunció la Primera Sala de la Suprema Corte de Justicia en la tesis de jurisprudencia 2/2004, cuyo rubro es el siguiente: "Jurisprudencia. Tienen ese carácter las razones contenidas en los considerandos que funden los resolutivos de las sentencias en controversias constitucionales y acciones de inconstitucionalidad, por lo que son obligatorias para los tribunales colegiados de circuito en términos del acuerdo general 5/2001 del Pleno de la Suprema Corte de Justicia de la Nación".